# Setebos (satèl·lit)
Setebos és un dels satèl·lits retrògrads irregulars més exteriors d'Urà. Va ser descobert el 18 de juliol de 1999 per John J. Kavelaars et al. i designat provisionalment S/1999 U 1.
Confirmat com a Uranus XIX, s'anomena en honor del déu adorat per Caliban i Sycorax a l'obra de William Shakespeare La tempesta.
Els paràmetres orbitals suggereixen que podria pertànyer al mateix cúmul dinàmic que Sycorax i Pròsper, suggerint un origen comú. Tanmateix, aquest suggeriment no concorda amb els colors observats. El satèl·lit apareix de color neutral (gris) a la llum visible, similar a Pròsper però diferent de Sycorax (que és vermell clar).